# Petoboj na Olimpijskim igrama

## Muškarci
Osvajači olimpijskih medalja u atletskoj disciplini petoboj, koja se u programu Igara našla u četiri navrata, prikazani su u donjoj tablici. 
Popis disciplina u petoboju nije bio uvijek isti:
- Petoboj na igrama 1906. godine: skok u dalj s mjesta, bacanje diska (grčki stil), bacanje koplja, utrka na 192 metra, hrvanje grčko-rimskim stilom
- Petoboj na igrama 1912., 1920. i 1924. godine: skok u dalj, bacanje koplja, utrka na 200 m, bacanje diska i utrka na 1500 m.

| Olimpijske igre | Zlato                                | Srebro                | Bronca                |
| Atena 1906.     | Hjalmer Mellander (ŠVE)              | István Mudin (MAĐ)    | Eric Lemming (ŠVE)    |
| Stockholm 1912. | Ferdinand Bie (NOR) Jim Thorpe (USA) | James Donahue (SAD)   | Frank Lukeman (kAN)   |
| Antwerpen 1920. | Eero Lehtonen (FIN)                  | Everett Bradley (SAD) | Hugo Lahtinen (FIN)   |
| Pariz 1924.     | Eero Lehtonen (FIN)                  | Elemér Somfay (MAĐ)   | Robert LeGendre (SAD) |

## Žene
Osvajačice olimpijskih medalja u atletskoj petoboj koja se programu Igara našla u pet navrata, prikazani su u donjoj tablici. 
Nakon Igara u Moskvi 1980. godine ovu je disciplinu zamijenila disciplina sedmoboj.
| Olimpijske igre     | Zlato                   | Srebro                    | Bronca                  |
| Tokio 1964.         | Irina Press (SSSR)      | Mary Rand (VBR)           | Galina Bistrova (SSSR)  |
| Ciudad Mexico 1968. | Ingrid Becker (SRNJ)    | Liese Prokop (AUT)        | Annamária Tóth (MAĐ)    |
| München 1972.       | Mary Peters (VBR)       | Heide Rosendahl (SRNJ)    | Burglinde Pollak (DRNJ) |
| Montreal 1976.      | Siegrun Siegl (DRNJ)    | Christine Laser (DRNJ)    | Burglinde Pollak (DRNJ) |
| Moskva 1980.        | Nadežda Tkačenko (SSSR) | Olga Rukavišnikova (SSSR) | Olga Kuragina (SSSR)    |

## Napomene
1. ↑  Na natjecanju je pobijedio Jim Thorpe, ispred Ferdinanda Biea i Jamesa Donahuea. Jimu Thorpu medalja je oduzeta nakon natjecanja jer se saznalo da je nekoliko godina ranije dobio novac za nastupe u profesionalnoj ligi u bejzbolu, te su njegovi rezultati brisani. Odlukom MOO-a iz 1982. godine Thorpu su njegovi dosezi (nažalost postumno) ipak priznati, ali je odabrano pomalo nespretno rješenje po kojem on dijeli zlatnu medalju s tada drugoplasiranim Ferdinandom Bieom. Thorpe je na istim igrama triumfirao i u desetoboju, gdje je također odabrano slično rješenje po kojem dijeli prvo mjesto i zlatnu medalju iako je na samom natjecanju bio nadmoćni pobjednik.